# Kiev Challenger 1998
Il Kiev Challenger 1998 è stato un torneo di tennis facente parte della categoria ATP Challenger Series nell'ambito dell'ATP Challenger Series 1998. Il torneo si è giocato a Kiev in Ucraina dal 25 al 31 maggio 1998 su campi in terra rossa.

## Vincitori

### Singolare
Nenad Zimonjić ha battuto in finale  Ján Krošlák con il punteggio di 6–3, 6–3

### Doppio
Thomas Buchmayer /  Thomas Strengberger hanno battuto in finale  Jeff Coetzee /  Jim Thomas con il punteggio di 6–4, 7–6